# Lista de distritos de Caratinga

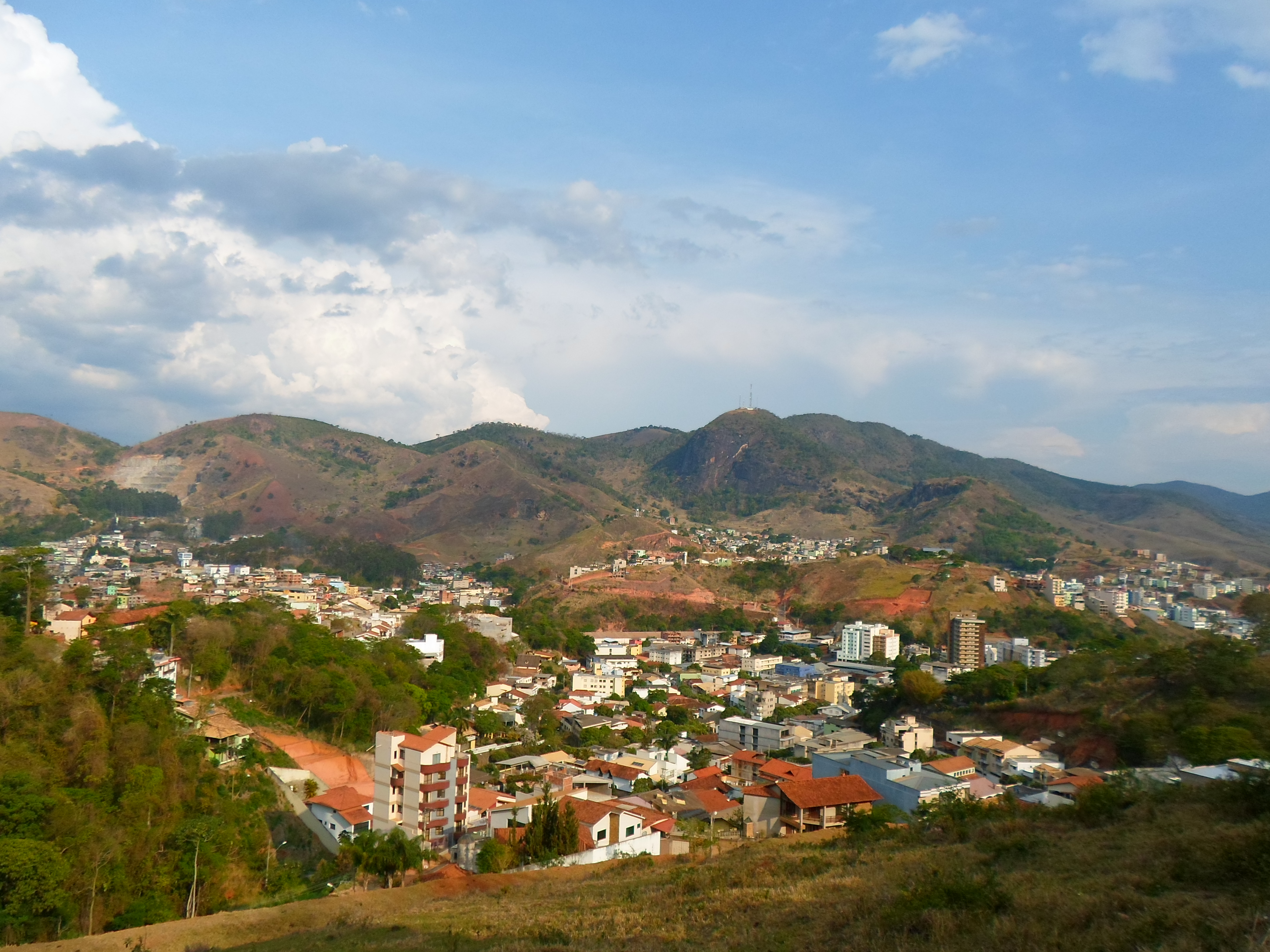
Vista parcial do distrito-sede de Caratinga

Essa é a lista de distritos de Caratinga, que são uma divisão oficial do município brasileiro supracitado, localizado no interior do estado de Minas Gerais. As subdivisões estão de acordo com a Fundação João Pinheiro (FJP), em associação com dados dos censos demográficos realizados pelo Instituto Brasileiro de Geografia e Estatística (IBGE). O distrito-sede, que é onde se encontram muitos dos bairros de Caratinga e o centro da cidade, foi criado pela lei provincial nº 2.027 de 1º de dezembro de 1873,  então pertencente a Manhuaçu.
A emancipação de Caratinga ocorreu pelo decreto estadual nº 16 de 6 de fevereiro de 1890. Desde então, ocorreram a criação e desmembramento de diversos distritos do município, sendo que as últimas emancipações foram de Piedade de Caratinga e Imbé de Minas, desmembrados em 21 de dezembro de 1995. De acordo com a Fundação João Pinheiro, restavam onze distritos em 2024, sendo que o distrito-sede era o mais populoso segundo o IBGE em 2022, contando com 63 491 habitantes, seguido por Santa Luzia de Caratinga, com 2 730 moradores.

## Distritos de Caratinga
| Distrito                    | Código IBGE | Área (km²) | Habitantes (2022) | Domicílios particulares (2022) | Data de criação        |                           |           |        |        |        |   |
| --------------------------- | ----------- | ---------- | ----------------- | ------------------------------ | ---------------------- | ------------------------- | --------- | ------ | ------ | ------ | - |
| Distrito                    | Código IBGE | Área (km²) | Habitantes (2022) | Domicílios particulares (2022) | Data de criação        | Caratinga (distrito-sede) | 311340405 | 111,14 | 66 467 | 24 876 | - |
| Cordeiro de Minas           | 311340407   | 152,93     | 2 669             | 960                            | 29 de agosto de 1991   |                           |           |        |        |        |   |
| Dom Lara                    | 311340410   | 65,70      | 976               | 375                            | 27 de dezembro de 1948 |                           |           |        |        |        |   |
| Dom Modesto                 | 311340413   | 19,13      | 1 050             | 396                            | 14 de abril de 1992    |                           |           |        |        |        |   |
| Patrocínio de Caratinga     | 311340424   | 124,11     | 2 132             | 749                            | 9 de setembro de 1991  |                           |           |        |        |        |   |
| Santa Efigênia de Caratinga | 311340426   | 82,57      | 2 689             | 962                            | 14 de abril de 1992    |                           |           |        |        |        |   |
| Santa Luzia de Caratinga    | 311340427   | 84,33      | 2 730             | 1 003                          | 9 de setembro de 1991  |                           |           |        |        |        |   |
| Santo Antônio do Manhuaçu   | 311340435   | 316,18     | 2 099             | 819                            | 6 de fevereiro de 1890 |                           |           |        |        |        |   |
| Sapucaia                    | 311340450   | 97,80      | 2 591             | 1 003                          | 27 de dezembro de 1948 |                           |           |        |        |        |   |
| São Cândido                 | 311340440   | 149,78     | 2 712             | 1 057                          | 12 de dezembro de 1953 |                           |           |        |        |        |   |
| São João do Jacutinga       | 311340445   | 55,00      | 1 245             | 468                            | 12 de dezembro de 1953 |                           |           |        |        |        |   |